# Marjorie Perloff
Marjorie Perloff (ur. 28 września 1931 w Wiedniu, zm. 24 marca 2024 w Los Angeles) – amerykańska poetka, krytyczka i literaturoznawczyni.

## Życiorys
Marjorie Perloff urodziła się jako Gabriele Mintz w inteligenckiej rodzinie żydowskiej. 15 marca 1938 po Anschlussie Austrii wraz z rodzicami uciekła do USA. Mając dwadzieścia jeden lat wyszła za mąż za kardiologa Josepha Perloffa (1924–2014). Kształciła się w Oberlin College, Barnard College. Na Katolickim Uniwersytecie Ameryki w Waszyngtonie uzyskała tytuł magistra literatury angielskiej.
W latach 1966–1971 uczyła na Uniwersytecie Kalifornijskim; w latach 1971–1976 wykładała na Uniwersytecie Maryland, a w latach 1979–1986 na Uniwersytecie Południowej Kalifornii. W 1990 została profesorem nauk humanistycznych na Uniwersytecie Stanforda a 2009 profesorem literatury europejskiej na Uniwersytecie Oksfordzkim; otrzymała tytuł honorowego profesora na Pekińskim Uniwersytecie Języków Obcych. Prowadziła kursy i pisała o poezji i poetyce XX i XXI w., zarówno anglo-amerykańskiej, jak również z perspektywy komparatystycznej, a także o intermediach i sztukach wizualnych.
Perloff była jedną z czołowych krytyczek współczesnej, awangardowej poezji piszącą w języku angielskim. Opublikowała wiele książek, artykułów i esejów pomiędzy poetyką a filozofią, a jej prace zostały przetłumaczone na wiele języków, w tym portugalski, hiszpański, słoweński, niemiecki i francuski. Jej pierwsze trzy książki dotyczyły poetów: W.B. Yeatsa: Rhyme and Meaning in the Poetry of Yeats (1970), Roberta Lowella: The Poetic Art of Robert Lowell (1973) i Franka O’Hary: Poet Among Painters (1977, 1997). Wraz z publikacją książki The Poetics of Indeterminacy: Rimbaud to Cage (1981), która przewartościowała powojenną poezję europejską i amerykańską i doczekała się wielu wydań, rozpoczęła szeroko zakrojone badania awangardowych ruchów artystycznych i ich naśladowców. Zbiory takie jak The Futurist Moment: Avant-Garde, Avant-Guerre, and the Language of Rupture (1986; 1994) oraz kilkanaście późniejszych książek, w tym Unoriginal Genius: Poetry by Other Means in the New Century (2011), przedstawiają wnikliwe opisy estetyki awangardy, która przechodziła przez modernistyczne i postmodernistyczne iteracje. Książka Radical Artifice: Writing Poetry in the Age of Media (1992) została wykorzystana w klasach studiujących poetykę cyfrową, a 21st Century Modernism (2002) jest manifestem modernistycznego przetrwania. Pisarka była częstym recenzentem czasopism od Times Literary Supplement i The Washington Post po wszystkie najważniejsze czasopisma naukowe. Wykładała także w większości głównych uniwersytetów na terenie USA, Europy, Azji i Ameryki Południowej.
Perloff otrzymała wiele wyróżnień i nagród, w tym stypendia Fundacji Guggenheima, National Endowment for the Humanities i Fundacji Huntingtona. Zasiadała w radzie doradczej Stanford Humanities Center, a w 2006 była prezesem Modern Language Association; członkiem Amerykańskiej Akademii Sztuki i Nauki oraz Amerykańskiego Towarzystwa Filozoficznego. W 2008 otrzymała tytuł doktora honoris causa Bard College. Miała dwoje dzieci, Nancy i Carey.